# Gabby DeLoof
Gabby DeLoof (Grosse Pointe, 13 de marzo de 1996) es una deportista estadounidense que compite en natación. Sus hermanas Alexandra y Catie compiten en el mismo deporte.
Ganó una medalla de plata en el Campeonato Mundial de Natación de 2019, en la prueba de 4 × 200 m libre.

## Palmarés internacional
| Campeonato Mundial | Campeonato Mundial      | Campeonato Mundial | Campeonato Mundial |
| Año                | Lugar                   | Medalla            | Prueba             |
| ------------------ | ----------------------- | ------------------ | ------------------ |
| 2019               | Gwangju (Corea del Sur) | Medalla de plata   | 4 × 200 m libre    |